# Prince Albert Mountains
Prince Albert Mountains är en bergskedja i Antarktis. Den ligger i Östantarktis. Nya Zeeland gör anspråk på området.